# Tensou Sentai Goseiger
Tensou Sentai Goseiger (天装戦隊ゴセイジャー (Thiên trang Chiến đội Hộ tinh giả) Tensō Sentai Goseijā, [α]), dịch là Chiến đội Thiên Trang Goseiger là bộ Super Sentai thứ 34 của Toei. Phim khởi chiếu sau tập cuối của Samurai Sentai Shinkenger được một tuần và ghi hình trong năm 2010, và là loạt phim chiếu song song với Kamen Rider W và Kamen Rider OOO trong chương trình Super Hero Time. Bản Mỹ hóa là Power Rangers Mega Force trong khi bản lồng tiếng Hàn với tựa đề Power Rangers Miracle Force.
Nhân vật và diễn viên được giới thiệu ở sự kiện Tokyo Dome City vào ngày 30 và 31 tháng 1 năm 2010.
Các anh hùng trong loạt phim này cũng xuất hiện trong bộ phim Samurai Sentai Shinkenger vs. Go-onger Ginmaku Bang!!.
Bộ phim được thuyết minh và phát hành tại Việt Nam bởi hãng phim Phương Nam với tên gọi Goseiger - Siêu nhân Thiên sứ .

## Cốt truyện
Từ thuở xa xưa, một nhóm loài người sức mạnh huyền bí từ 10,000 năm trước đã tách ra hình thành một nhóm. Họ đã chuyển tới Hộ Tinh Giới để không gây rắc rối cho con người và tự gọi là “Hộ tinh thiên sứ”.
Các Hộ tinh thiên sứ này sử dụng sức mạnh phép thuật được phong ấn của mình là “Thẻ hộ tinh” dùng để biến hình thành các siêu nhân để bảo vệ loài người và Trái Đất một cách thầm lặng từ đời này qua đời khác.
Đến thời hiện tại, một tộc ngoài hành tinh được gọi là “Chiến tinh” Warstar xuống xâm chiếm Trái Đất, chúng phá hủy Tháp trời nối Trái Đất với Giới hộ tinh khiến 5 hộ tinh thiên sứ tập sự đang rèn luyện tại Trái Đất không thể quay về chiều không gian của mình.
Cùng với thời gian, Goseiger thiên sứ hiểu được ý nghĩa thực sự của việc bảo vệ Trái Đất, và họ phải đối diện với các mối đe dọa nguy hiểm ngày càng tăng cùng với sự hy vọng sinh tồn của loài người nằm ở các hộ tinh thiên sứ.

## Nhân vật

### Goseiger
Các Goseiger là thành viên của Hộ Tinh Thiên Sứ (護星天使 Gosei Tenshi), những con người sinh ra với sức mạnh huyền bí từ 10,000 năm trước đã chuyển tới Hộ Tinh Giới (護星界 Goseikai) để không gây rắc rối cho con người. Sử dụng tháp của thiên đàng như là cây cầu giữa các chiều không gian, họ thực hiện sứ mệnh bảo vệ Trái Đất. Họ chia thành 3 tộc: Tộc Skyick (スカイック族 Sukaikku Zoku) lạc quan với sức mạnh trên nguyên tố không trung, Tộc Landick (ランディック族 Randikku Zoku) cố chấp với sức mạnh trên các nguyên tố lửa và đất, Tộc Seaick (シーイック族 Shīikku Zoku) với sức mạnh trên nguyên tố nước. Để thực hiện sứ mệnh của họ, Hộ Tinh Thiên Sứ dùng Gosei Power (ゴセイパワー Gosei Pawā) thần bí được phong ấn trong Gosei Card (ゴセイカード Gosei Kādo). Bằng các cài chúng vào Tensouder (テンソウダー Tensōdā) các Goseiger biến hình và giải phóng sức mạnh của các tấm card khác và biểu diễn Tensou thuật (天装術 Tensō Jutsu, [β]) để chống lại cái ác. Mỗi Goseiger được trang bị Gosei Weapon (ゴセイウェポン Gosei Wepon) cá nhân và Gosei Blaster (ゴセイブラスター Gosei Burasutā). Mỗi Gosei Blaster có thể đổi Gosei Header (ゴセイヘッダー Gosei Heddā) hợp thành giống với các thú vật tổ của Goseiger. hoặc khuyết trượng và gửi tới Gosei Machine (ゴセイマシン Gosei Mashin) thứ có thể kết hợp thành Gosei Great (ゴセイグレート Gosei Gurēto).
Alata (アラタ Arata) - Gosei Red (ゴセイレッド Gosei Reddo)Thành viên thuộc tộc Không tộc , sở hữu Sức mạnh phong sương (嵐のスカイックパワー Arashi no Sukaikku Pawā). Anh có khả năng bẩm sinh có thể nhìn xuyên thấu bản chất thật của sự vật , bạn thân từ nhỏ của Eri.
Eri (エリ) - Gosei Pink (ゴセイピンク Gosei Pinku)Thành viên thuộc tộc Không tộc , sở hữu Sức mạnh khí trời (息吹のスカイックパワー Ibuki no Sukaikku Pawā), bạn thân từ nhỏ của Alata.
Agri (アグリ Aguri) - Gosei Black (ゴセイブラック Gosei Burakku)Thành viên thuộc tộc Thổ tộc  , sở hữu Sức mạnh đá nham (巌のランディックパワー Iwao no Randikku Pawā). Nhiệt huyết, là anh trai của Moune.
Moune (モネ Mone) - Gosei Yellow (ゴセイイエロー Gosei Ierō)Thành viên thuộc tộc Thổ tộc , sở hữu Sức mạnh sinh sôi (芽萌のランディックパワー Megumi no Randikku Pawā). Cô là em gái của Agri và là thành viên trẻ nhất nhóm, một con người cởi mở.
Hyde (ハイド Haido) - Gosei Blue (ゴセイブルー Gosei Burū)Thành viên duy nhất thuộc tộc Hải tộc, sở hữu Sức mạnh sóng dữ (怒濤のシーイックパワー Dotō no Shīikku Pawā). Anh là người lớn tuổi nhất nhóm.
Gosei Knight (ゴセイナイト Gosei Naito)Gosei Knight không phải là một Hộ Tinh Thiên Sứ, nhưng là Groundion Headder, ông đã được nhận năng lượng từ Trái Đất để chống lại U Ma Thú.

### Sở nghiên cứu Thiên văn Amachi
Trong thời gian không thể trở về, các Goseiger tạm trú tại Sở nghiên cứu Thiên văn Amachi (天知天文研究所 (Thiên Tri Thiên văn Nghiên cứu sở) Amachi Tenmon Kenkyūjō), phụ giúp cho nhà khoa học là Tiến sĩ Amachi Shuichiro (天知 秀一郎 Amachi Shūichirō) và kết bạn với con trai giáo sư là Amachi Nozomu (天知 望).

### Tổ chức phản diện

#### Warstar
Vũ trụ Ngược diệt Quân đoàn Warstar (宇宙虐滅軍団ウォースター Uchū Gyakumetsu Gundan Wōsutā) là phe phản diện trong 16 tập đầu của phim, lãnh đạo bởi Đại vương Mons Drake (大王 モンス・ドレイク Daiō Monsu Doreiku). Trước khi xâm lược Trái Đất, chúng nhận ra Hộ Tinh Giới sẽ gây rắc rối cho chúng nên chúng đã phá hủy Thiên Tháp.

#### U ma thú
Địa Cầu Hy ngục Tập đoàn U ma thú (地球犠獄集団 幽魔獣 Chikyū Gigoku Shūdan Yūmajū) là phe phản diện thứ hai xuất hiện trong tập 17 Goseiger. Thay vì xâm lược từ không gian, chúng được vô tình giải thoát khỏi phong ấn bởi đòn tấn công của Dereputa.

#### Matrintis
Cơ giới Ngự ao Đế quốc Matrintis (機械禦鏖帝国マトリンティス Kikai Gyoō Teikoku Matorintisu) là một nhóm phản diện dạng cơ khí xuất hiện trong tập 33. Matrintis muốn đánh bại Goseiger và nô dịch hoá con người sau khi nghiên cứu sự thất bại của Warstar và U Ma Thú.

#### Cứu Tinh Chúa Brajira
Cứu Tinh Chúa Brajira (救星主のブラジラ Kyūseishū no Burajira) là nhân vật phản diện và là kẻ thù cuối cùng của bộ phim, một Hộ Tinh Sứ bí ẩn đã biến thành xấu xa và chống lại Goseiger như là Buredoran Sao Chổi của Warstar trước khi trở thành thành viên của U ma thú (Buredoran Chupacabra) và sau đó tham gia vào Matrintis với tên Buredo-RUN Cyborg. Sau khi tiết lộ thân phận thật của mình, Brajira dùng Gosei Headder riêng của mình để chống lại Goseiger.

## Các tập
Mỗi tập phim Goseiger được gọi là "Epic" (Thiên anh hùng ca).
1. Hộ Tinh Thiên Sứ, Giáng lâm (護星天使、降臨 Gosei Tenshi, Kōrin?)
2. Fantastic Goseiger (ファンタスティック・ゴセイジャー Fantasutikku Goseijā?)
3. Landick Power, Phân liệt (ランディックパワー、分裂 Randikku Pawā, Bunretsu?)
4. Vang vọng, Thiên thần ca (響け、天使の歌 Hibike, Tenshi no Uta?)
5. Magical Hyde (マジカル・ハイド Majikaru Haido?)
6. Breakout Goseiger (ブレイクアウト・ゴセイジャー Bureikuauto Goseijā?)
7. Bảo vệ đất mẹ! (大地を護れ！ Daichi o Mamore!?)
8. Gosei Power, Bạo Tẩu (ゴセイパワー、暴走 Gosei Pawā, Bōsō?)
9. Gotcha☆Gosei Girls (ガッチャ☆ゴセイガールズ Gatcha Gosei Gāruzu?)
10. Bạn hữu của Hyde (ハイドの相棒 Haido no Aibō?)
11. Spark Landick Power (スパーク・ランディックパワー Supāku Randikku Pawā?)
12. Miracle Gosei Headder Đại Tập Hợp (ミラクル・ゴセイヘッダー大集合 Mirakuru Gosei Heddā Daishūgō?)
13. Chạy đi, Mystic Runner! (走れ！ミスティックランナー Hashire! Misutikku Rannā?)
14. Tag tối cường ra đời! (最強タッグ誕生！ Saikyō Taggu Tanjō!?)
15. Countdown! Sinh mệnh của Địa Cầu (カウントダウン！地球の命 Kauntodaun! Chikyū no Inochi?)
16. Dynamic Arata (ダイナミックアラタ Dainamikku Arata?)
17. Kẻ thù mới! U ma thú (新たな敵！幽魔獣 Aratana Teki! Yūmajū?)
18. Kỵ sĩ mang thiên mệnh thanh tẩy Địa cầu (地球を浄める宿命の騎士 Hoshi o Kiyomeru Shukumei no Kishi?)
19. Gosei Knight không cho phép (ゴセイナイトは許さない Gosei Naito wa Yurusanai?)
20. Goseiger chìm vào tình yêu (フォーリンラブ・ゴセイジャー Fōrin Rabu Goseijā?)
21. Elegant Eri (エレガント・エリ Ereganto Eri?)
22. Over the Rainbow (オーバー・ザ・レインボー Ōbā Za Reinbō?)
23. Bùng cháy! Goseiger (燃えろ！ゴセイジャー Moero! Goseijā?)
24. Miracle Attack Goseiger (ミラクルアタック・ゴセイジャー Mirakuru Atakku Goseijā?)
25. Nostalgic Moune (ノスタルジック・モネ Nosutarujikku Mone?)
26. Hộ Tinh Thiên Sứ, bộc tiếu (護星天使、爆笑！ Gosei Tenshi, Bakushō!?)
27. Tỉnh dậy đi, Agri! (目覚めろ、アグリ！ Mezamero, Aguri!?)
28. Kho báu của bố (おとうさんの宝物 Otōsan no Takaramono?)
29. Goseiger bị phong ấn! (ゴセイジャーを封印せよ！ Goseijā o Fūin seyo!?)
30. Romantic Eri (ロマンティック・エリ Romantikku Eri?)
31. Never Give Up! Goseiger (ネバーギブアップ！ゴセイジャー Nebā Gibu Appu! Goseijā?)
32. Thực hiện Kỳ Tích Tối Thượng! (究極の奇跡を起こせ！ Kyūkyoku no Kiseki o Okose!?)
33. Đế quốc Matrintis đáng sợ (恐怖のマトリンティス帝国 Kyōfu no Matorintisu Teikoku?)
34. Gosei Knight Justice (ゴセイナイト・ジャスティス Gosei Naito Jasutisu?)
35. Đi tìm Perfect Leader! (パーフェクトリーダーを探せ！ Pāfekuto Rīdā o Sagase!?)
36. Chạy đi, Agri! (走れ、アグリ！ Hashire, Aguri!?)
37. Excited Moune (エキサイト・モネ Ekisaito Mone?)
38. Alice vs. Gosei Knight (アリスVSゴセイナイト Arisu Bāsasu Gosei Naito?)
39. Epic Zero (エピック・ゼロ Epikku Zero?)
40. Strong Arata (ストロング・アラタ Sutorongu Arata?)
41. Bộc phát! Mối liên kết tình bạn (爆発！仲間の絆 Bakuhatsu! Nakama no Kizuna?)
42. Hyde nhiệt tình (情熱的ハイド Jōnetsu Teki Haido?)
43. Đế quốc tổng công kích (帝国総攻撃 Teikoku Sōkōgeki?)
44. Trận chiến tối thượng sau cùng (究極の最終決戦 Kyūkyoku no Saishū Kessen?)
45. Đấng Cứu Tinh đã được sinh ra (救星主、誕生 Kyūseishu, Tanjō?)
46. Mục tiêu Gosei Knight (狙われたゴセイナイト Nerawareta Gosei Naito?)
47. Cạm bẫy của Kế Hoạch Địa Cầu Cứu Tinh (地球救星計画の罠 Chikyū Kyūsei Keikaku no Wana?)
48. Chiến đấu với Gosei Power (闘うゴセイパワー Tatakau Gosei Pawā?)
49. Chiến đấu cho tương lai (未来への戦い Mirai e no Tatakai?)
50. Bảo vệ Địa cầu là sứ mệnh của Thiên sứ (地球を護るは天使の使命 Hoshi o Mamoru wa Tenshi no Shimei?)

## Phim điện ảnh

### Epic On The Movie
Tensou Sentai Goseiger: Epic On The Movie (天装戦隊ゴセイジャー エピックON THEムービー Tensō Sentai Goseijā Epikku On Za Mūbī) phát hành ngày 7 tháng 8, 2010, phát hành song song với phim của Kamen Rider Double Forever: A to Z, Gaia Memory Số phận. Câu chuyện xoay quanh việc hai thiên thạch đang hướng về Trái Đất, cùng với nhiều thiên tai khác đang diễn ra.

### Goseiger vs. Shinkenger
Bộ phim Tensou Sentai Goseiger vs. Shinkenger: Epic on Ginmaku (天装戦隊ゴセイジャーVSシンケンジャー エピック on 銀幕 Tensō Sentai Goseijā tai Shinkenjā Epikku on Ginmaku) được công chiếu vào ngày 22 tháng 1 năm 2011, là sự hội ngộ giữa Goseiger và Shinkenger.

### Phim kỉ niệm 35 nămSuper Sentai
Năm 2011 đánh dấu 35 năm loạt phim Super Sentai, một bộ phim kỉ niệm được dự kiến sự công chiếu vào ngày 11 tháng 6 năm 2011. Bộ phim bao gồm Gokaiger, Goseiger, cũng như các nhóm trong các loạt phim Super Sentai khác. Bộ phim có tên là Gokaiger Goseiger Super Sentai 199 Hero Daikessen (ゴーカイジャー ゴセイジャー スーパー戦隊199ヒーロー 大決戦 Gōkaijā Goseijā Sūpā Sentai Hyakukyūjūkyū Hīrō Daikessen).

## Diễn viên
- Alata: Chiba Yūdai (千葉 雄大?)[10]
- Eri: Satō Rika (さとう 里香?)[11]
- Agri: Hamao Kyōsuke (浜尾 京介?)[12]
- Moune: Niwa Mikiho (にわ みきほ?)[13]
- Hyde: Ono Kento (小野 健斗?)
- Gosei Knight: Konishi Katsuyuki (小西 克幸? lồng tiếng)
- Amachi Nozomu: Nakamura Sakuya (中村 咲哉?)
- Amachi Shuichiro: Yamada Rui Gojūsan-sei (山田ルイ53世?)
- Datas: Miyata Kōki (宮田 幸季? lồng tiếng)
- Đại đế Month Doreiku: Iizuka Shōzō (飯塚 昭三? lồng tiếng)
- Dereputa Sao băng: Koyama Rikiya (小山 力也? lồng tiếng)
- Brajira/Buredoran/Buredo-RUN: Tobita Nobuo (飛田 展男? lồng tiếng)
- Makuin Blob: Chafūrin (茶風林? lồng tiếng)
- Kinggon Bigfoot: Takaguchi Kōsuke (高口 公介? lồng tiếng)
- Robogōgu 10-sai: Kosugi Jūrōta (小杉 十郎太? lồng tiếng)
- Metal-Alice Agent: Inoue Marina (井上 麻里奈? lồng tiếng)
- Dẫn truyện, Master Head, Tensouder: Sawaki Ikuya (沢木 郁也? lồng tiếng)

### Khách mời
- Magis/ Gosei Green (10): Itō Yōsuke (伊藤 陽佑?)
- Tamura Satoshi (19): Ogawa Teruaki (小川 輝晃?)
- Tamura Kyoko (19): Hirose Satomi (広瀬 仁美?)

### Diễn viên phục trang
- Gosei Red, Gosei Green: Takeuchi Yasuhiro (竹内 康博?)
- Gosei Red (phụ): Asai Kōsuke (浅井 宏輔?)
- Gosei Pink: Hachisuka Yūichi (蜂須賀 祐一?)
- Gosei Black: Oshikawa Yoshifumi (押川 善文?)
- Gosei Black (phụ): Imai Yasuhiko (今井 靖彦?)
- Gosei Yellow: Nogawa Mizuho (野川 瑞穂?)
- Gosei Blue, Gosei Ultimate: Fukuzawa Hirofumi (福沢 博文?)
- Gosei Blue (phụ): Itō Makoto (伊藤 慎?)
- Gosei Knight, Dereputa, Gosei Ground: Okamoto Jirō (岡元 次郎?)
- Month Doreiku, Kinggon, Robogōgu, Gosei Great, Wonder Gosei Great: Kusaka Hideaki (日下 秀昭?)
- Brajira/Buredoran/Buredo-RUN: Seike Riichi (清家 利一?)
- Makuin: Ōbayashi Masaru (大林 勝?)
- Metal-Alice: Nakagawa Motokuni (中川 素州?)
- Datas: Kamio Naoko (神尾 直子?)
- Datas Hyper: Satō Daisuke (佐藤 太輔?)

## Bài hát
Đầu
- "Tensou Sentai Goseiger" (天装戦隊ゴセイジャー Tensō Sentai Goseijā?)
  - Lời: Yoshimoto Yumi
  - Sáng tác: YOFFY
  - Cải biên: Kagoshima Hiroaki
  - Thể hiện: NoB (Project.R)

Kết
- "Gotcha ☆ Goseiger" (ガッチャ☆ゴセイジャー Gatcha ☆ Goseijā?)
  - Lời: Fujibayashi Shoko
  - Sáng tác: Iwasaki Takafumi
  - Biên tập: Ōishi Ken'ichiro
  - Thể hiện: Takahashi Hideyuki (Project.R) cùng với Young Fresh
  - Tập: 1-7, 12, 15, 16, 22, 28, 31, 33, 39-41, 43, 48-50
- "Gotcha ☆ Goseiger TYPE 2 REMIX" (ガッチャ☆ゴセイジャー TYPE 2 REMIX Gatcha Goseijā Taipu Tsū Rimikkusu?)
  - Lời: Fujibayashi Shoko
  - Sáng tác: Iwasaki Takafumi
  - Cải biên: Project.R (Ōishi Ken'ichiro)
  - Thể hiện: Takahashi Hideyuki (Project.R)
  - Tập: 8-11, 13, 14, 17-21, 23-27, 29, 30, 32, 34-38
- "Gotcha ☆ Goseiger (TYPE 2 Gosei Tenshi Version)" (ガッチャ☆ゴセイジャー（TYPE2護星天使ヴァージョン） Gatcha Goseijā (Taipu Tsū Gosei Tenshi Vājon)?)
  - Lời: Fujibayashi Shoko
  - Sáng tác: Iwasaki Takafumi
  - Cải biên: Project.R (Ōishi Ken'ichiro)
  - Thể hiện: Goseiger cùng với Takahashi Hideyuki
  - Tập: 42, 44-47